# حجر نورا

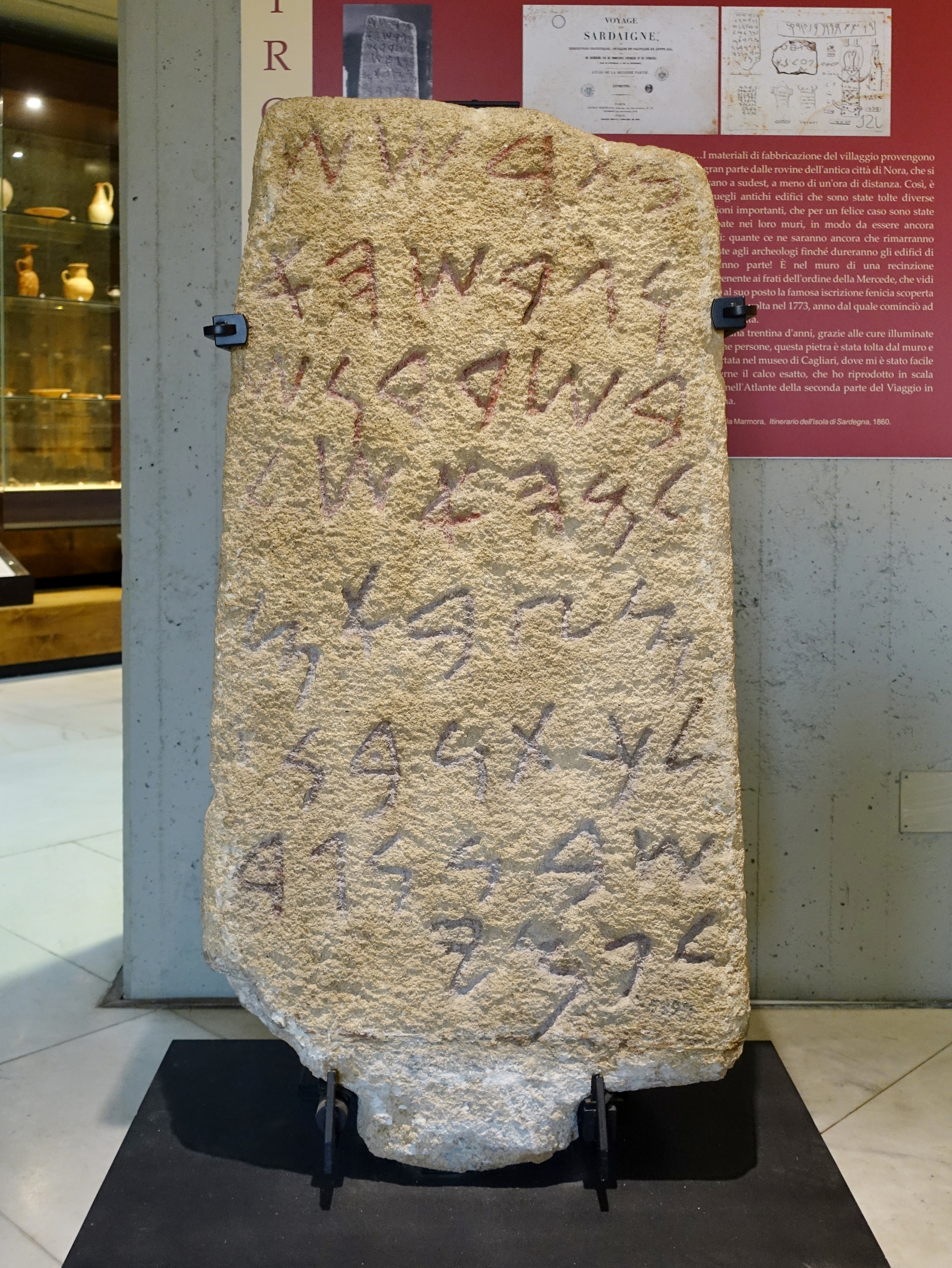
مسلة نورا ، المتحف الأثري النازي في كالياري

تم اكتشاف حجر النورا أو نقش نورا في نورا، وهو حجر قديم يعود للحضارة الفينيقية، على الساحل الجنوبي لجزيرة سردينيا في عام 1773.
بالرغم من عدم اكتشاف حجر النورا في سياقه الأصلي، إلا أنه تم تأريخه بشكل قديم، يعود إلى الفترة الممتدة من أواخر القرن التاسع إلى أوائل القرن الثامن قبل الميلاد. ويُعتبر حجر النورا أقدم نقش فينيقي تم العثور عليه خارج بلاد الشام.
تم الاحتفاظ بحجر النورا في Museo archeologico nazionale ، كالياري، ويتميز بشكل خاص بسبب إشارته إلى اسم سردينيا في الكتابة الفينيقية. النقش معروف أيضًا برمز KAI 46.
.